# Rush megye (Indiana)
Rush megye az Amerikai Egyesült Államokban, azon belül Indiana államban található. Megyeszékhelye és legnagyobb városa Rushville. Lakosainak száma 16 752 fő (2020. április 1.). Rush megye Henry, Fayette, Franklin, Decatur, Shelby és Hancock megyékkel határos.

## Népesség
A megye népességének változása:
| Lakosok száma | 17 367 | 17 327 | 17 127 | 17 004 | 16 672 | 16 752 |
|               | 2010   | 2011   | 2012   | 2013   | 2015   | 2020   |